# Equinozio

Illuminazione della Terra all'equinozio

L'Equinozio (dal latino aequĭnoctĭum, derivato a sua volta dalla locuzione aequa nox, cioè «notte uguale [al dì per durata]») è quel momento della rivoluzione terrestre intorno al Sole in cui quest'ultimo si trova allo zenit dell'equatore, per cui i raggi solari giungono perpendicolarmente all'asse di rotazione della Terra. Esso ricorre due volte durante l'anno solare e in quel momento il periodo diurno, ovvero quello di esposizione alla luce del Sole, e quello notturno sono di ugual durata su tutto il pianeta. 
Gli equinozi occorrono a marzo e a settembre del calendario civile; come i solstizi, marcano il momento di avvicendamento delle stagioni astronomiche sulla Terra. Nell'emisfero boreale l'equinozio di marzo segna infatti la fine dell'inverno e l'inizio della primavera, mentre quello di settembre conclude l'estate e dà inizio all'autunno. L'opposto accade nell'emisfero australe, dove l'autunno comincia con l'equinozio di marzo e la primavera con quello di settembre.

## Descrizione
| Date degli equinozi (Orario UTC) | Date degli equinozi (Orario UTC) | Date degli equinozi (Orario UTC) |
| Anno                             | Equinozio di marzo               | Equinozio di settembre           |
| -------------------------------- | -------------------------------- | -------------------------------- |
| 2000                             | 20 marzo ore 07:35               | 22 settembre ore 17:28           |
| 2001                             | 20 marzo ore 13:31               | 22 settembre ore 23:04           |
| 2002                             | 20 marzo ore 19:16               | 23 settembre ore 04:55           |
| 2003                             | 21 marzo ore 01:00               | 23 settembre ore 10:47           |
| 2004                             | 20 marzo ore 06:49               | 22 settembre ore 16:30           |
| 2005                             | 20 marzo ore 12:33               | 22 settembre ore 22:23           |
| 2006                             | 20 marzo ore 18:26               | 23 settembre ore 04:03           |
| 2007                             | 21 marzo ore 00:07               | 23 settembre ore 09:51           |
| 2008                             | 20 marzo ore 05:48               | 22 settembre ore 15:44           |
| 2009                             | 20 marzo ore 11:44               | 22 settembre ore 21:18           |
| 2010                             | 20 marzo ore 17:32               | 23 settembre ore 03:09           |
| 2011                             | 20 marzo ore 23:21               | 23 settembre ore 09:04           |
| 2012                             | 20 marzo ore 05:14               | 22 settembre ore 14:49           |
| 2013                             | 20 marzo ore 11:02               | 22 settembre ore 20:44           |
| 2014                             | 20 marzo ore 16:57               | 23 settembre ore 02:29           |
| 2015                             | 20 marzo ore 22:45               | 23 settembre ore 08:21           |
| 2016                             | 20 marzo ore 04:30               | 22 settembre ore 14:21           |
| 2017                             | 20 marzo ore 10:29               | 22 settembre ore 20:02           |
| 2018                             | 20 marzo ore 16:15               | 23 settembre ore 01:54           |
| 2019                             | 20 marzo ore 21:58               | 23 settembre ore 07:50           |
| 2020                             | 20 marzo ore 03:50               | 22 settembre ore 13:31           |
| 2021                             | 20 marzo ore 09:37               | 22 settembre ore 19:21           |
| 2022                             | 20 marzo ore 15:33               | 23 settembre ore 01:04           |
| 2023                             | 20 marzo ore 21:24               | 23 settembre ore 06:50           |
| 2024                             | 20 marzo ore 03:06               | 22 settembre ore 12:44           |
| 2025                             | 20 marzo ore 09:01               | 22 settembre ore 18:19           |
| 2026                             | 20 marzo ore 14:46               | 23 settembre ore 00:05           |
| 2027                             | 20 marzo ore 20:25               | 23 settembre ore 06:02           |
| 2028                             | 20 marzo ore 02:17               | 22 settembre ore 11:45           |
| 2029                             | 20 marzo ore 08:02               | 22 settembre ore 17:38           |
| 2030                             | 20 marzo ore 13:52               | 22 settembre ore 23:27           |

L'asse di rotazione terrestre non è perpendicolare al piano di rivoluzione orbitale della Terra intorno al Sole, essendo rispetto a questo inclinato poco più di 23° 26′. Ciò comporta che la luce del Sole non incida sempre con la stessa angolazione, ma che vari costantemente.
Agli equinozi l'asse di rotazione terrestre  si trova perpendicolare alla direzione dei raggi solari e quindi in ogni punto del pianeta dove il Sole supera l'orizzonte la durata diurna è uguale a quella notturna, eccezione fatta per le peculiarità terrestri dovute all'atmosfera, come descritto più avanti.
L'equinozio di marzo (quello di primavera nell'emisfero boreale e di autunno nell'emisfero australe) è anche detto punto vernale, punto dell'Ariete o punto gamma (dalla lettera minuscola greca γ, la cui forma ricorda, appunto, la testa di un ariete, anche come simbolo tradizionale astrologico), mentre quello di settembre (equinozio d'autunno nell'emisfero boreale e di primavera in quello australe) viene anche chiamato punto della Bilancia o punto omega (dalla lettera greca Ω). Questa notazione, di derivazione astrologica, oggi non è più valida poiché, a causa della precessione degli equinozi dovuta al moto eccentrico dell'asse terrestre, questi punti non si trovano più nella costellazione da cui prendono il nome: infatti attualmente all'equinozio di marzo il Sole si trova nella costellazione dei Pesci e dovrebbe entrare nell'Acquario nel 2500 mentre a settembre si trova nella Vergine.
L'equinozio di marzo cade spesso il giorno 20 e, a partire dal 2044, saltuariamente anche il 19 marzo. Questo anticipo è dovuto all'organizzazione dei giorni bisestili nel calendario gregoriano che, non coincidendo esattamente con l'anno siderale, ha comportato il mantenimento dell'alternanza quadriennale per l'anno 2000, e causato quindi un progressivo spostamento di un giorno di tutti gli avvenimenti celesti, fino al prossimo riallineamento, previsto nell'anno 2100.
Inoltre l'equinozio di settembre risulta leggermente più tardivo (intorno al 23 settembre, e tenendo in ulteriore conto che l’estate ha ben due mesi da 31 giorni) rispetto a quello di marzo, poiché il moto di rivoluzione della Terra intorno al Sole (il cosiddetto anno siderale), risulta leggermente più lento in prossimità dell'afelio terrestre (a luglio), come risulta dalla seconda legge di Keplero.

## Il moto apparente del Sole

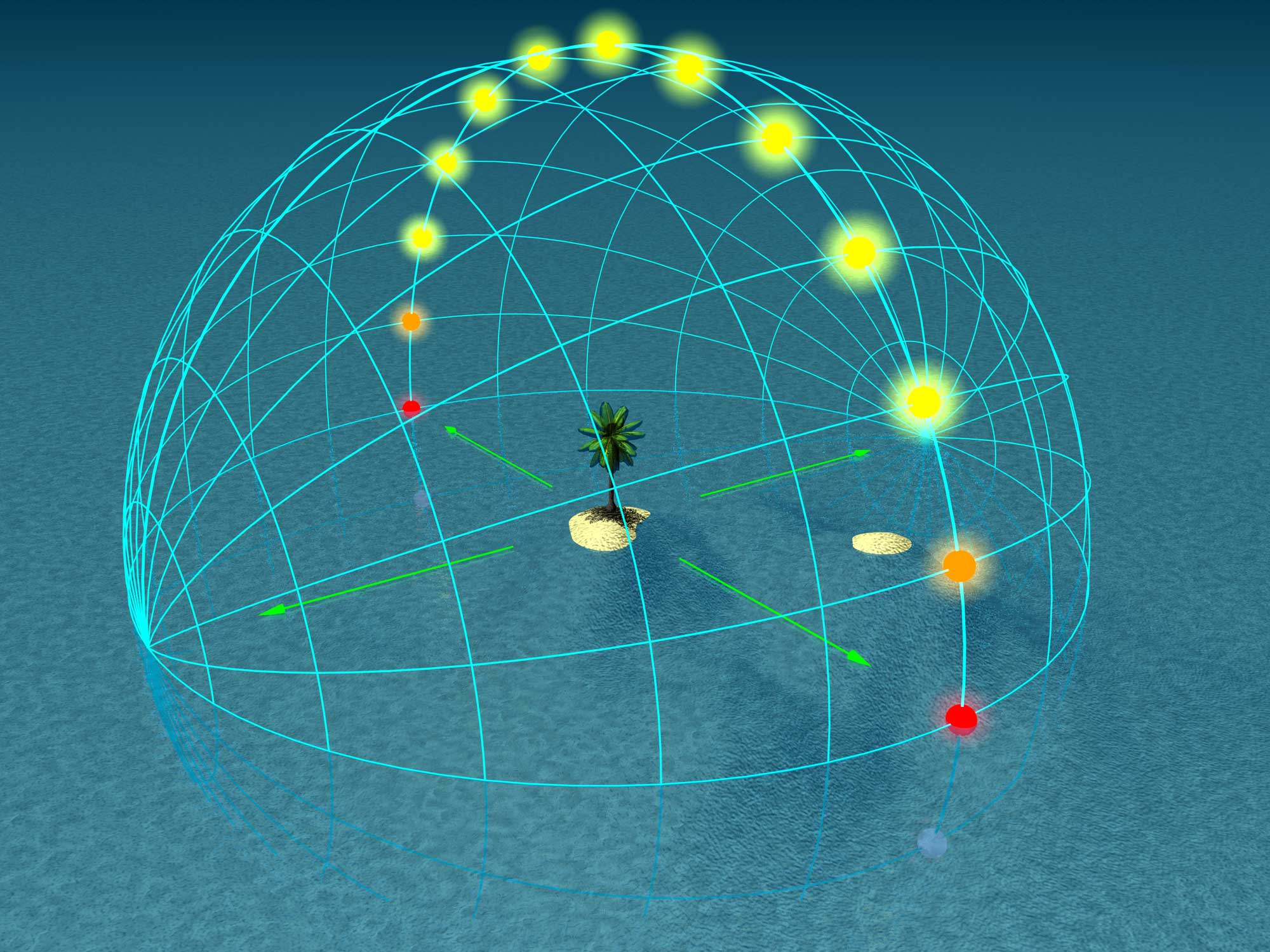
Il percorso del Sole nell'equinozio a 0° di latitudine (all'equatore)

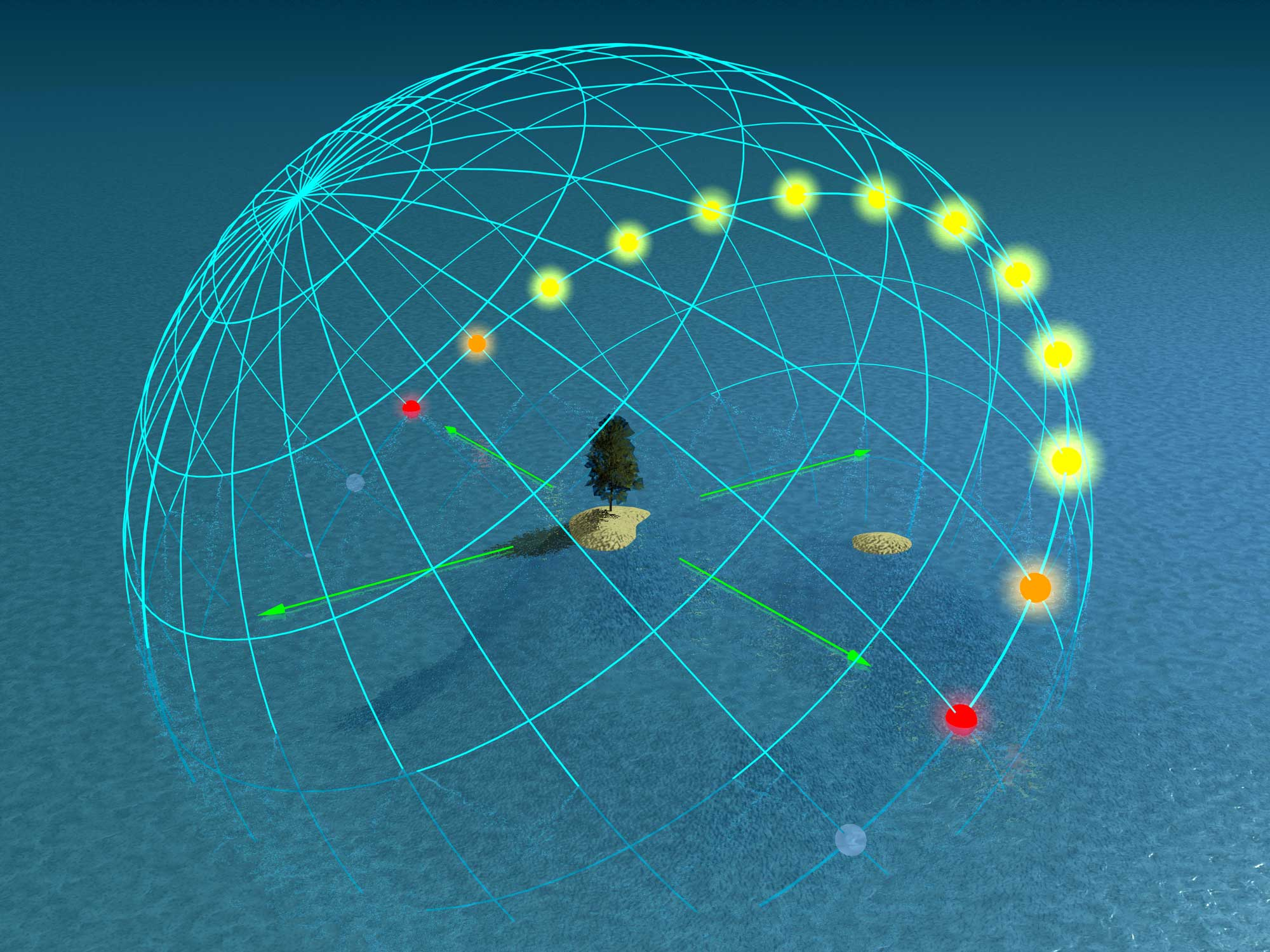
Il percorso del Sole nell'equinozio a 50° di latitudine

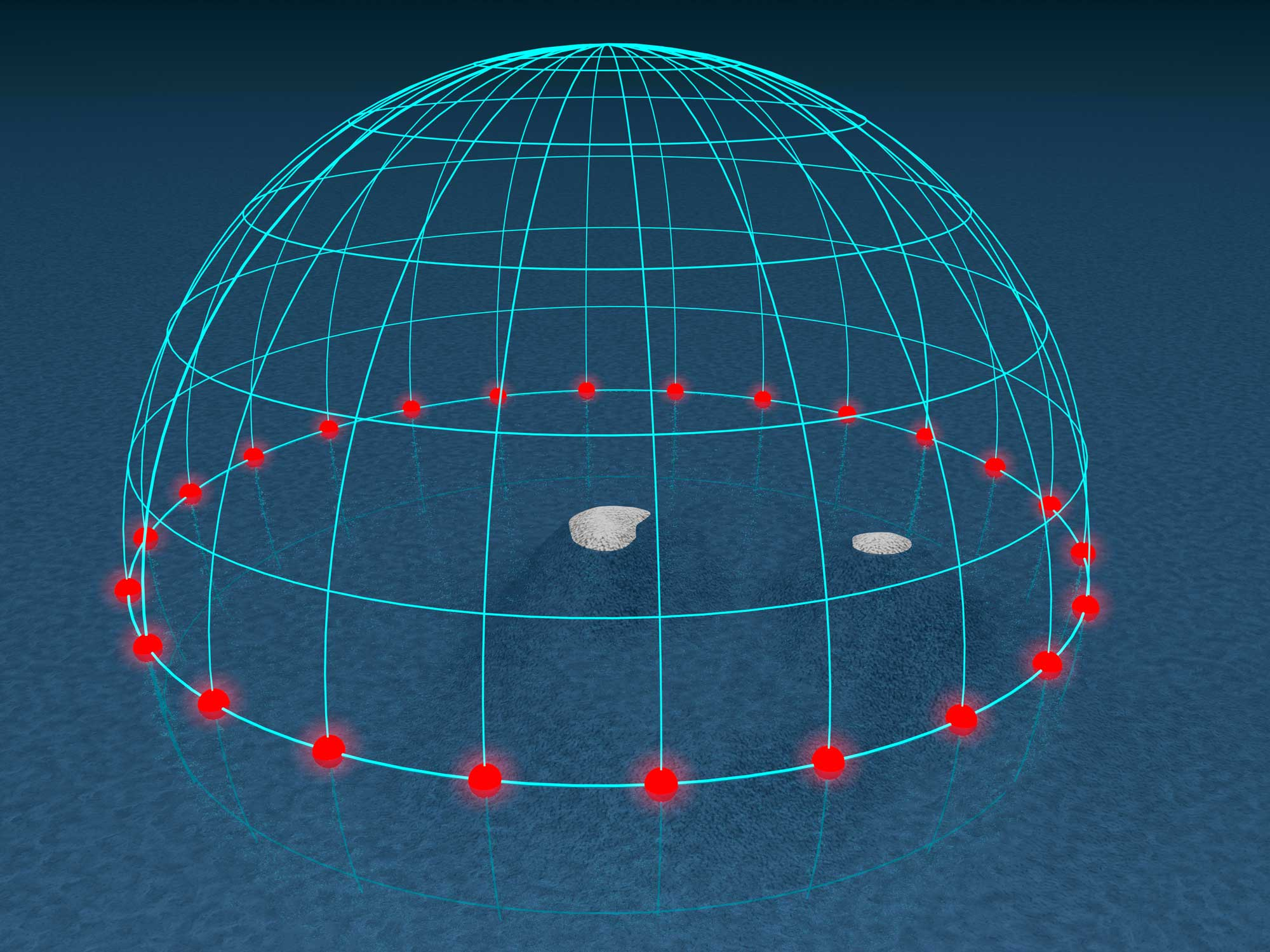
Il percorso del Sole nell'equinozio a 90° di latitudine (ai poli)

All'occhio di un osservatore sull'equatore, agli equinozi il Sole sorge e tramonta rispettivamente all'est e all'ovest geografico, e a mezzogiorno è allo zenit; ciò comporta anche una durata del dì pressoché identica a quella della notte.
Il centro del disco solare è sopra l'orizzonte per dodici ore consecutive, anche se il fenomeno di diffusione atmosferica della luce fa sì che la Terra sia illuminata già da circa mezz'ora prima dell'alba a circa mezz'ora dopo il tramonto; inoltre la rifrazione fa sì che la figura del Sole, che all'alba attraversa una porzione più spessa d'atmosfera, appaia in una posizione diversa da quella in cui dovrebbe essere visibile se non filtrata dall'atmosfera (per esempio sulla Luna, dove non esistono zone intermedie tra la luce piena e il buio assoluto); infine le dimensioni del disco solare fanno sì che quando il suo centro supera la linea dell'orizzonte già una porzione di esso lo ha superato o debba ancora superarlo, se al tramonto.
In entrambi gli equinozi il Sole passa a sud del tropico del Cancro e a nord di quello del Capricorno; allo zenit equatoriale il Sole si trova declinato di 66° 33′ su entrambi i tropici e di 23° 27′ su entrambi i circoli polari.
Gli equinozi segnano anche il momento di passaggio da un minore a un maggiore periodo di insolazione durante la giornata rispetto a quello di buio e viceversa: rispettivamente nell'emisfero boreale e in quello australe, immediatamente dopo l'equinozio di marzo il periodo di luce è maggiore (e minore) di quello di buio; viceversa accade dopo l'equinozio di settembre, in cui il periodo di luce solare nell'emisfero nord è più breve di quello di buio mentre in quello sud è maggiore.

## La datazione nel calendario gregoriano
Nell'originale calendario giuliano, promulgato da Giulio Cesare, l'equinozio di primavera cadeva il 25 marzo. La ragione dell'odierno spostamento al 21 marzo si lega alle motivazioni stesse della messa in essere del calendario gregoriano. Infatti Gregorio XIII intendeva ripristinare l'allineamento fra date del calendario ed eventi astronomici esistente al tempo del Concilio di Nicea, tenutosi nel 325 e primo evento cronologicamente certo nella storia della Chiesa. Quindi la riforma gregoriana non recuperò i tre giorni del 29 febbraio degli anni 100, 200 e 300 né il quarto giorno, che si era già aggiunto a causa del caos nell'applicazione del giorno bisestile intervenuta fra l'omicidio di Cesare e il definitivo decreto di riordino di Augusto dell'anno 8. Fu così che l'equinozio fu stabilmente spostato di quattro giorni rispetto alla sua data originaria.

## Aspetti culturali

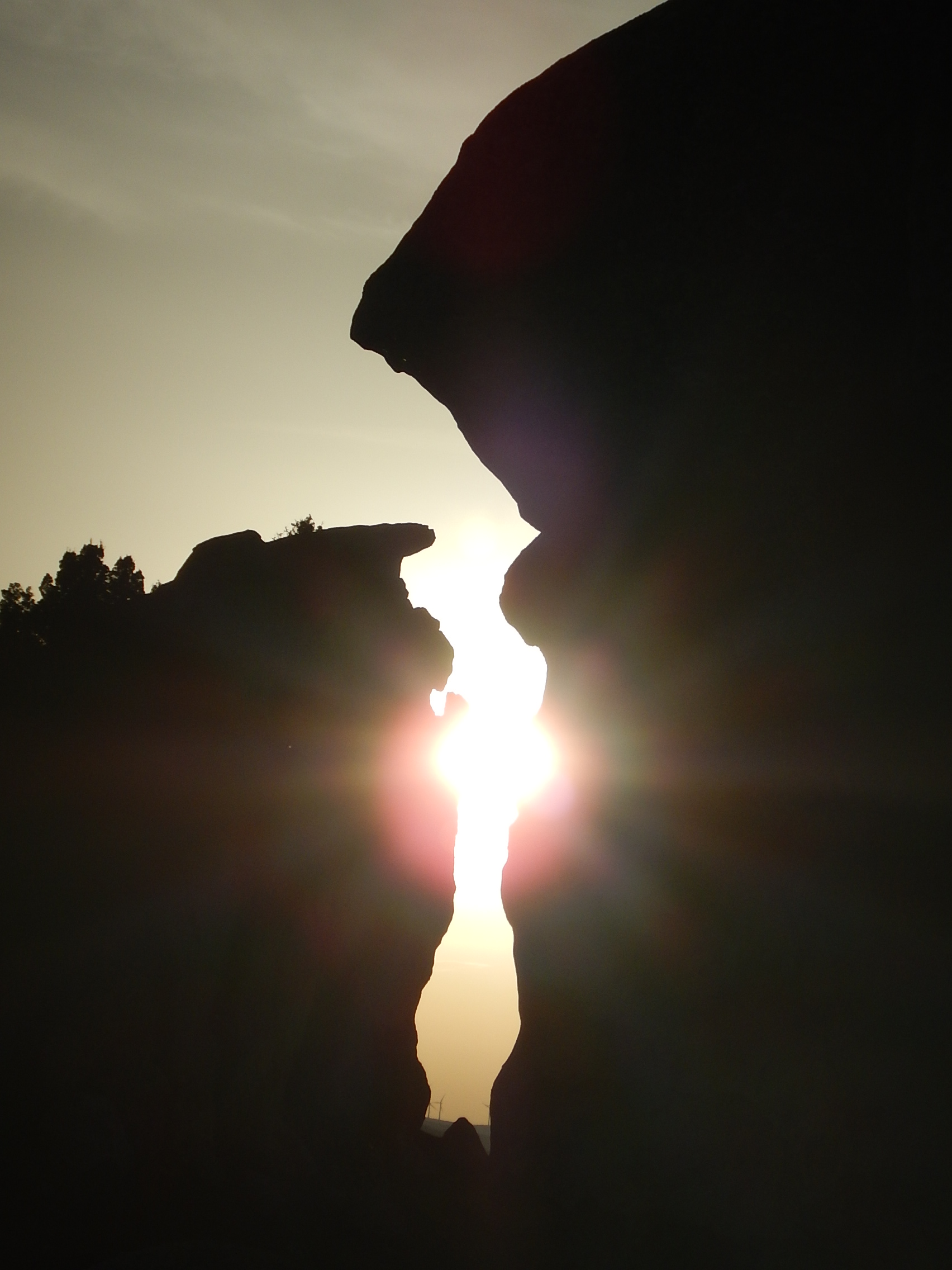
Nell'equinozio il Sole al tramonto si trova giusto tra i megaliti della donna orante e la divinità nel sito dell'Argimusco a Montalbano Elicona, Sicilia

Nella lista che segue i termini equinozio di marzo e settembre riguardano le celebrazioni legate al mese e quindi sono indipendenti dall'emisfero, i termini primavera e autunno riguardano quelle feste che dipendono dalla stagione e dunque dall'emisfero.

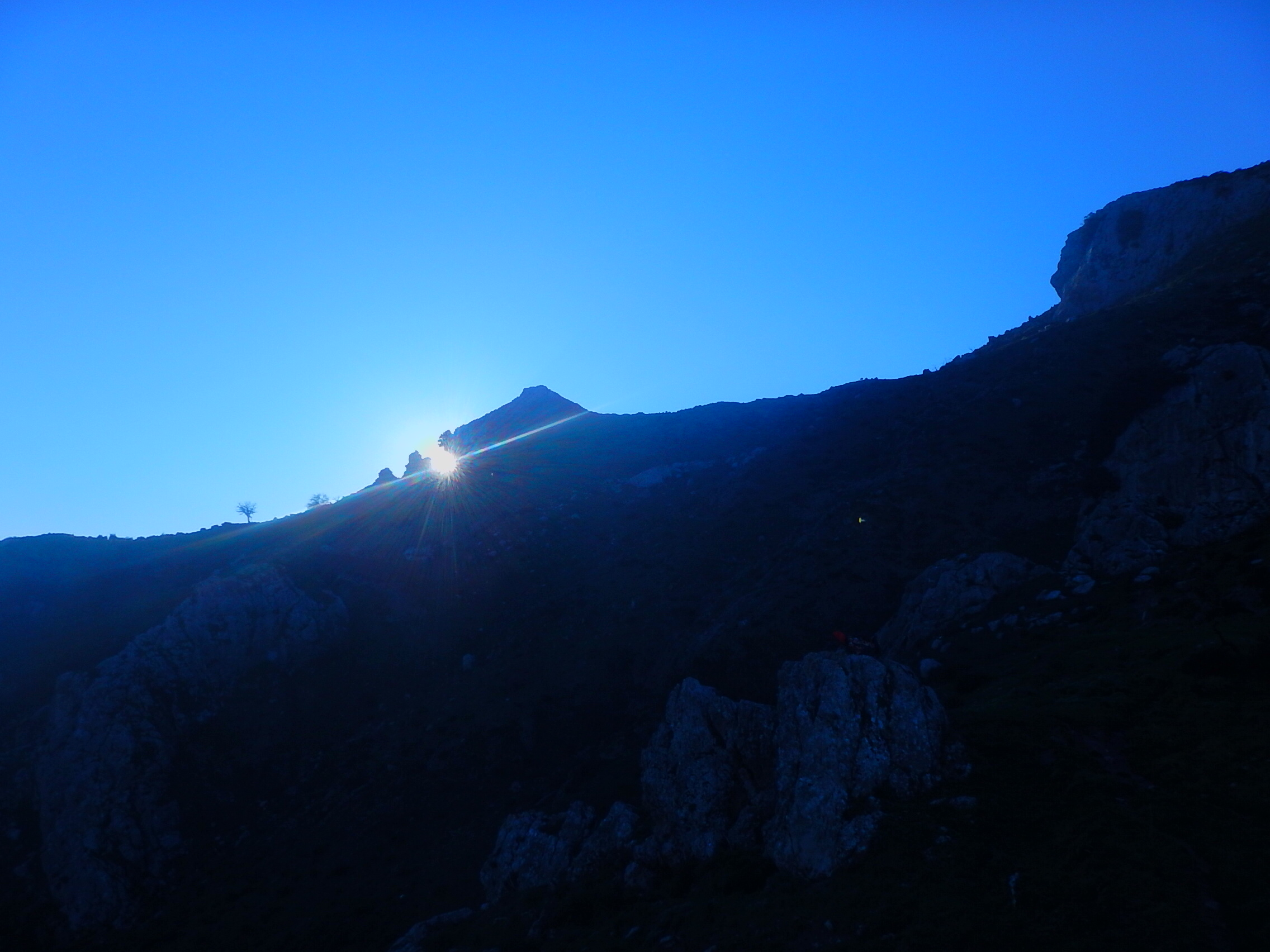
Sole al tramonto nei giorni dell'equinozio dal sito di Pizzo Vento, Fondachelli Fantina, Sicilia

- Sole al tramonto nei giorni dell'equinozio dal sito di Pizzo Vento, Fondachelli Fantina, SiciliaLa festa del Nuovo Anno, nell'antica Mesopotamia, fa riferimento all'equinozio primaverile. In quanto la data di questo avvento, coincide con il segno zodiacale dell'Ariete.
- Pesach è la Pasqua ebraica che si celebra nei giorni dell'equinozio primaverile in ricordo dell'esodo dall'Egitto.
- Sham El Nessim era un'antica festività egiziana le cui tracce risalgono a circa 4700 anni fa. Resta una delle feste pubbliche egiziane, cade il lunedì e coincide con l'equinozio di primavera.
- Il calcolo del giorno di Pasqua nella Chiesa cristiana (la prima domenica che segue il plenilunio dopo equinozio di primavera) usa la sua definizione specifica dell'equinozio, considerato per convenzione sempre il 21 marzo (quello astronomico oscilla dal 19 al 21). Il giorno di Pasqua può capitare al più presto il 22 marzo e al più tardi il 25 aprile.
- All'equinozio si collega anche la festività cristiana dell'Annunciazione che è stata fissata dalla Chiesa esattamente nove mesi prima della nascita di Gesù, ricordata nel calendario cristiano il giorno del 25 dicembre, in quanto il momento dell'Annunciazione dell'Angelo a Maria coincide, per i credenti, con il momento del concepimento di Cristo per opera dello Spirito Santo. All'equinozio si collegano anche i vari capodanni a essa legati come quello pisano e quello veneto, in uso fino al XVIII secolo.
- L'equinozio di marzo segna il primo giorno dell'anno per una varietà di calendari, inclusi il calendario iraniano, il calendario Bahá'í. Il festival persiano (iraniano) del Naw-Ruz viene celebrato in questo giorno. Nell'antica mitologia persiana Jamshid, il mitico re della Persia, ascese al trono in questo giorno e ogni anno quest'evento viene commemorato con feste per due settimane. Queste feste rievocano la storia della creazione e l'antica cosmologia del popolo iraniano e persiano. È un giorno di festa anche per l'Azerbaigian, l'Afghanistan, l'India, la Turchia, Zanzibar, l'Albania e diversi paesi dell'Asia Centrale, è festa anche per i curdi.
- L'equinozio di settembre segna il primo giorno del Mehr o della Bilancia nel calendario iraniano.
- In Giappone il giorno dell'equinozio di primavera (marzo) (春分の日 Shunbun no hi) è una festa nazionale ufficiale che si trascorre visitando le tombe di famiglia e celebrando le riunioni di famiglia. In modo del tutto simile a settembre c'è un giorno dell'equinozio d'autunno (秋分の日 Shūbun no hi).
- Il primo giorno dell'anno per i tamil e i bengali segue lo zodiaco hindu ed è celebrato rispetto all'equinozio di primavera siderale (14 aprile). Quello tamil viene festeggiato nello Stato Tamil Nadu nell'India del Sud, l'altro viene festeggiato in Bangladesh e nello Stato del Bengala Ovest nell'India dell'est.
- Il giorno del pianeta Terra venne celebrato inizialmente il 21 marzo 1970, giorno dell'equinozio. Attualmente è celebrato in diversi Stati il 22 aprile.
- In molti Paesi arabi il Giorno della Madre viene celebrato nell'equinozio di marzo.
- L'equinozio di settembre era il primo giorno dell'anno nel calendario repubblicano francese, che venne usato dal 1793 al 1805. La Prima Repubblica francese venne proclamata e la monarchia francese abolita il 22 settembre 1792 rendendo il giorno successivo (giorno dell'equinozio) il primo giorno dell'era repubblicana in Francia. L'inizio di ogni anno si doveva basare su calcoli astronomici (ovvero seguendo il vero corso del Sole e non la media degli altri calendari).
- Il festival del raccolto nel Regno Unito si celebra la domenica della Luna piena più vicina all'equinozio di settembre.
- La festa di metà autunno si celebra il 15º giorno dell'8º mese lunare ed è una festa ufficiale in molti Paesi dell'est asiatico. Dato che il calendario lunare non è in sincrono con il calendario gregoriano questa data può cadere un giorno qualsiasi tra la metà di settembre e l'inizio di ottobre.
- La Giornata Mondiale della Narrazione è una celebrazione globale dell'arte orale della narrazione che viene celebrata ogni anno durante l'equinozio di primavera nell'emisfero nord, e durante il giorno dell'equinozio di autunno nell'emisfero sud.
- L'equinozio d'autunno del 1983 causò indirettamente un elevato rischio di conflitto nucleare immediato tra URSS e USA, il cosiddetto "incidente dell'equinozio d'autunno", provvidenzialmente gestito dal tenente colonnello russo Stanislav Evgrafovič Petrov.[5]